# Соктоев, Александр Бадмаевич
Алекса́ндр Бадма́евич Сокто́ев (23 февраля 1931 — 3 июля 1998) — советский и российский фольклорист,
директор Института филологии Объединённого института истории, филологии и философии СО РАН (1991—1998), заведующий сектором фольклора народов Сибири, доктор филологических наук, профессор, член-корреспондент АН СССР (1990; член-корреспондент РАН c 1991).

## Биография
Родился 23 февраля 1931 года в улусе Алзобей Аларского аймака (района) Иркутской области.
В 1948 году окончил Голуметскую среднюю школу. В том же году поступил на монгольское отделение Восточного факультета Ленинградского государственного университета. Одновременно устроился на работу в Хореографическое училище имени А. Я. Вагановой в качестве педагога-воспитателя бурятской группы студентов.
Окончил с отличием в 1953 году Ленинградский государственный университет.
В том же году поступил в аспирантуру Московского государственного педагогического института имени В. И. Ленина. В 1956-м,  защищает кандидатскую диссертацию на тему «Проза Хоца Намсараева».
В октябре 1956 года Александр Бадмаевич приехал в Улан-Удэ и приступил к работе в Бурятском государственном педагогическом институте имени Д. Банзарова — ассистентом, затем старшим преподавателем. Читал курс лекций по зарубежной литературе. Со временем утвердился в звании доцента. Многие годы (1959—1965) заведовал кафедрой русской и зарубежной литературы.
В 1966 году Александр Бадмаевич перевёлся на работу в отдел литературоведения и фольклористики Института общественных наук Бурятского филиала Сибирского отделения Академии наук СССР — старшим научным сотрудником. В 1970—1974 годах был учёным секретарем Президиума Бурятского филиала СО АН СССР. Восемь лет (1975—1983) исполнял обязанности заместителя директора Института общественных наук.
В 1983 году переехал в Новосибирск, где стал организатором сектора фольклора народов Сибири и первым директором Института филологии Сибирского отделения (1991—1998), единственного в системе Российской академии наук. Основал серию «Памятники фольклора народов Сибири и Дальнего Востока», выполнял обязанности заместителя главного редактора этой серии книг.
Скончался 3 июля 1998 года в Новосибирске.

## Научная деятельность
Главные направления научной деятельности: литературоведение и фольклористика. Александр Бадмаевич Соктоев являлся признанным лидером Сибирской фольклористической научной школы. Работая над «Памятниками фольклора народов Сибири и Дальнего Востока», учёный собрал представителей 14 НИИ и 20 ВУЗов. В 2001 г. научный коллектив «Памятников …»: Н. А. Алексеев, Е. Н. Кузьмина, С. П. Рожнова, В. М. Гацак, А. П. Деревянко, А. Н. Мыреева, М. И. Тулохонов и, посмертно, А. Б. Соктоев, был удостоен Государственной премии РФ.

## Память
С XIX тома «Памятники…» снабжаются посвящением ученому. Президентом республики Бурятии учреждена именная стипендия имени А. Б. Соктоева для литературоведов. С 2006 года проводятся ежегодные Соктоевские чтения, а в Бурятском государственном университете создан мемориальный кабинет ученого.
На здании Президиума СО РАН, где размещается Институт археологии и этнографии, установлена мемориальная доска.

## Автор трудов
- Абай Гэсэр Могучий : бурят. героич. эпос // Рос. акад. наук, Ин-т мир. лит. им. А.М. Горького, Бурят. ин-т обществ. – М. : Вост. лит., изд. фирма РАН, 1995.
- История бурятской советской литературы // Акад. наук СССР, Сиб. отд-ние, Бурят. фил., Бурят. ин-т обществ. наук. – Улан-Удэ : Бурят. кн. изд-во, 1967.
- Становление художественной литературы Бурятии дооктябрьского периода // Акад. наук СССР, Сиб. отд-ние, Бурят. фил., Ин-т обществ. наук – Улан-Удэ : Бурят. кн. изд-во, 1976.
- Хоца Намсараев : путь к эпосу социалистического реализма – Улан-Удэ : Бурят. кн. изд-во,1971.

Полная библиография ученого представлена на сайте Отделения ГПНТБ СО РАН - http://prometeus.nsc.ru/science/schools/soktoev/biblio/page1.ssi

## Награды
- Почётная Грамота Президиума Верховного Совета Российской Федерации (1993)[3].